# Bikótelep
Bikótelep románul: Rovina, falu Romániában, Erdélyben, Hunyad megyében.

## Fekvése
Dévától és Branyicskától északnyugatra fekvő település.

## Története
Bikótelep, Bekő nevét 1484-ben p. Bewkew néven említette először oklevél. 1485-ben p. Bekew néven szerepelt az oklevelekben.
1492-ben Baracskai birtok volt. Barancskai Pétert tiltották Bwkew-i részének Werbőczy Jánosnak való eladásától. 1518-ban p. Byko birtokosai a Barancskaiak voltak. Bikótelep korábban Branyicska (Brănişca) része volt, 1910-ben  305 lakossal, melyből 299 román, 6 magyar. 1956 körül vált külön településsé 249 lakossal. 1966-ban 233, 1977-ben 251, 1992-ben 219, a 2002-es népszámláláskor 209 lakosából 208 román, 1 magyar lakosa volt.